# Fitzsimmons-Guilbert-Syndrom
Das Fitzsimmons-Guilbert-Syndrom ist eine veraltete Bezeichnung für eine ungewöhnliche Kombination von Genveränderungen mit einer Kombination von Paraplegie, Brachydaktylie und Zapfenepiphysen.
Synonyme sind: Fitzsimmons-Syndrom; englisch Spastic Paraplegia associated with Brachydactyly Type E
Die Bezeichnung bezieht sich auf die Autoren der Erstbeschreibung aus dem Jahre 1987 durch den englischen Arzt J. S. Fitzsimmons und P. R. Guilbert.
Im Jahre 2016 wies die kanadische Humangenetikerin Christine M. Armour und Mitarbeiter nach, dass es sich nicht um ein eigenständiges Syndrom handelt, sondern um eine Kombination von zwei Gendefekten: einmal im SACS-Gen auf Chromosom 13 Genort q12.12 und im TRPS1-Gen  auf Chromosom 8 Genort q23.3. Somit wird das „Syndrom“ aufgeteilt in zwei Syndrome, das Charlevoix-Saguenay-Syndrom und die Tricho-rhino-phalangeale Dysplasie Typ I.

## Klinische Erscheinungen
Klinische Kriterien sind:
- Langsam fortschreitende spastische Paraplegie
- Skelettveränderungen wie Brachydaktylie Typ E, Zapfenepiphysen, Kiel- oder Hühnerbrust